# Swertia
Swertia  es un género  de plantas con flores perteneciente a la familia Gentianaceae.  Comprende 374 especies descritas y de estas, solo 91 aceptadas.

## Descripción
Es una planta herbácea con  tallo de pocas hojas presente en el Pirineo. Florece los meses de julio, agosto y septiembre. La corola está formada por 5 pétalos y es de un violeta negruzco con estrías oscuras, aunque puede tener una coloración más clara, incluso blanca .Su fruto es una cápsula .

## Taxonomía
El género fue descrito por  Carlos Linneo y publicado en Species Plantarum 1: 226. 1753.  La especie tipo es: Swertia perennis L.
Etimología
Swertia: nombre genérico que fue otorgado en honor de Emanuel Sweert, herbalista alemán, nacido en 1552.

## Especies seleccionadas
- Swertia angustifolia
- Swertia bimaculata
- Swertia chinensis
- Swertia chirata
- Swertia chirayita
- Swertia dilatata
- Swertia hookeri
- Swertia japonica
- Swertia kingii
- Swertia multicaulis
- Swertia perennis
- Swertia perfoliata
- Swertia petiolata
- Swertia purpurascens
- Swertia quadricornis
- Swertia radiata
- Swertia speciosa
- Swertia tongluensis[5]